# Richard Gisbert
Richard Gisbert, né le 19 décembre 1950 à Meknès, est un footballeur franco-marocain évoluant au poste de milieu de terrain dans les années 1970.

## Biographie
En 1959, son père Marcel Gisbert en provenance de Meknès devient entraineur du Rambouillet Sports et fait monter le club en Promotion d’honneur en 1964. Richard joue ensuite sous les couleurs du club.
Richard Gisbert joue une rencontre de première division française avec le Paris FC lors de la saison 1973-1974, qui voit l'équipe parisienne est reléguée. Gisbert reste au PFC pour jouer en Division 2 et dispute vingt rencontres. Il dispute plus de quarante matchs en D3 avec l'équipe réserve du Paris FC.
Son activité lors de l'exercice 1975-1976 n'est pas connue.
En 1976, Gisbert rejoint l'Amicale de Lucé, promue en deuxième division. Il dispute vingt-cinq matchs et termine second meilleur buteur de l'équipe surprise de la saison. Ces six buts participe à hisser Lucé à la quatrième place finale. En 1977-1978, Gisbert joue davantage mais marque moins. Ses deux seuls buts de la saison sont inscrits à une minute d'intervalle et seulement deux après son entrée en jeu, lors de la trentième journée chez l'USL Dunkerque, et permettent de revenir au score (2-2). Pour 1978-1979, ces quatre réalisations en vingt rencontres permettent à Lucé d'obtenir une quatrième saisons en D2. Lors de cette dernière, Gisbert n'est convié qu'à cinq rencontres de D2, inscrit un but et part en cours de saison 1979-1980.

## Statistiques
Richard Gisbert joue un match de première division et presque cent de D2 pour treize buts inscrits.
| Saison                | Club                  | Championnat           | Championnat | Championnat | Coupe(s) nationale(s) | Coupe(s) nationale(s) | Total | Total |
| Saison                | Club                  | Division              | M.          | B.          | M.                    | B.                    | M.    | B.    |
| 1973-1974             | Paris FC              | D1                    | 1           | -           | -                     | -                     | 1     | 0     |
| 1974-1975             | Paris FC              | D2                    | 20          | -           | 2                     | -                     | 22    | 0     |
| Sous-total            | Sous-total            | Sous-total            | 21          | 0           | 2                     | 0                     | 23    | 0     |
| 1975-1976             |                       |                       |             |             |                       |                       | 0     | 0     |
| 1976-1977             | Amicale de Lucé       | D2                    | 25          | 6           | -                     | -                     | 25    | 6     |
| 1977-1978             | Amicale de Lucé       | D2                    | 29          | 2           | 3                     | -                     | 32    | 2     |
| 1978-1979             | Amicale de Lucé       | D2                    | 20          | 4           | -                     | -                     | 20    | 4     |
| 1979-1980             | Amicale de Lucé       | D2                    | 5           | 1           | -                     | -                     | 5     | 1     |
| Sous-total            | Sous-total            | Sous-total            | 79          | 13          | 3                     | 0                     | 82    | 13    |
| Total sur la carrière | Total sur la carrière | Total sur la carrière | 100         | 13          | 5                     | 0                     | 105   | 13    |